# Río Jándula
Río Jándula este o arie protejată (arie specială de conservare — SAC, sit de importanță comunitară — SCI) din Spania întinsă pe o suprafață de 77,13 ha, integral pe uscat.

## Localizare
Centrul sitului Río Jándula este situat la coordonatele 38°03′30″N 4°06′30″W / 38.0583°N 4.1082°V.

## Înființare
Situl Río Jándula a fost declarat sit de importanță comunitară în decembrie 2000 pentru a proteja 17 specii de animale. Situl a fost protejat și ca arie specială de conservare în martie 2015.

## Biodiversitate
Situată în ecoregiunea mediteraneană, aria protejată conține 3 habitate naturale: Dehesas cu Quercus spp. perene, Galerii și tufărișuri riverane sudice (Nerio-Tamaricetea și Securinegion tinctoriae), Galerii de Salix alba și de Populus alba.
La baza desemnării sitului se află mai multe specii protejate:
- păsări (11): pescăruș albastru (Alcedo atthis), stârc roșu (Ardea purpurea), buha (Bubo bubo), șerpar (Circaetus gallicus), erete de stuf (Circus aeruginosus), erete cenușiu (Circus pygargus), Galerida theklae, acvilă pitică (Hieraaetus pennatus), piciorong (Himantopus himantopus), ciocârlie de pădure (Lullula arborea), gaia neagră (Milvus migrans)
- mamifere (2): vidră de râu (Lutra lutra), râs iberic (Lynx pardinus)
- pești (4): Cobitis paludica, Pseudochondrostoma willkommii, Squalius alburnoides, Squalius palaciosi

Pe lângă speciile protejate, pe teritoriul sitului au mai fost identificate 2 specii de pești, 1 specie de reptile.